# 카페051
카페051(CAFE051)는 대한민국의 커피 체인점이다.